# الشویخ
الشویخ (به عربی: الشویخ) یک منطقهٔ مسکونی در کویت است که در استان عاصمه واقع شده‌است. الشویخ ۳٬۰۱۲ نفر جمعیت دارد و ۸ متر بالاتر از سطح دریا واقع شده‌است.